# Лелитка
Лели́тка (укр. Лелітка) — село на Украине, находится в Хмельницком районе Винницкой области.
Код КОАТУУ — 0524883701. Население по переписи 2001 года составляет 463 человека. Почтовый индекс — 22008. Телефонный код — 4338.
Занимает площадь 1,4 км².

## Адрес местного совета
22008, Винницкая область, Хмельницкий р-н, с. Лелитка, ул. Ленина, 23б